# Batillaria mutata
Batillaria mutata es una especie de molusco gasterópodo de la familia Batillariidae en el orden de los Mesogastropoda.

## Distribución geográfica
Es endémica de Ecuador.  